# RWAR Mińsk
RWAR Mińsk (biał. ФК РВАР Мінск) – białoruski klub piłkarski z siedzibą w Mińsku.

## Historia
Chronologia nazw:
- ...—...: RWAR Mińsk (biał. RWAR (Мінск))

Data założenia klubu jest nieznana. Uczestniczył w Mistrzostwach Białorusi. Prezentował Republikańską Szkołę Olimpijskich Rezerw (RWAR) (biał. Рэспубліканская вучэльня алімпійскага рэзерву (РВАР)).